# Philodromus guineensis
Philodromus guineensis este o specie de păianjeni din genul Philodromus, familia Philodromidae, descrisă de Jacques Millot în anul 1942. Conform Catalogue of Life specia Philodromus guineensis nu are subspecii cunoscute.